# روبيرت جونكويت
روبرت جونكويت (بالفرنسية: Robert Jonquet)‏، من مواليد 3 مايو 1925 في باريس في فرنسا، لاعب كرة قدم فرنسي سابق، ومدرب كرة قدم فرنسي سابق. لعب مع منتخب فرنسا لكرة القدم بين عامي 1948 و1960، وشارك معهم في 58 مباراة.

## روابط خارجية
- روبيرت جونكويت على موقع الاتحاد الدولي (مؤرشف)  (الإنجليزية)
- روبيرت جونكويت على موقع قاعدة بيانات كرة القدم.إي يو (الإنجليزية)
- روبيرت جونكويت على موقع ناشيونال فوتبول تيمز (الإنجليزية)